# Лянхе
24°48′34″ пн. ш. 98°17′48″ сх. д. / 24.80956° пн. ш. 98.2968° сх. д.
Лянхе (кит. 梁河县, пін. Liánghé Xiàn) — один із повітів КНР у складі Дехун-Дай-Качинської автономної префектури, провінція Юньнань. Адміністративний центр — містечко Чжедао.

## Географія
Лянхе лежить на захід від Юньнань-Гуйчжоуського плато на річці Швелі.

### Клімат
Повіт знаходиться у зоні, котра характеризується океанічним кліматом субтропічних нагір'їв. Найтепліший місяць — серпень із середньою температурою 23,1 °C. Найхолодніший місяць — січень, із середньою температурою 11,1 °С.
| Клімат повіту Лянхе     | Клімат повіту Лянхе | Клімат повіту Лянхе | Клімат повіту Лянхе | Клімат повіту Лянхе | Клімат повіту Лянхе | Клімат повіту Лянхе | Клімат повіту Лянхе | Клімат повіту Лянхе | Клімат повіту Лянхе | Клімат повіту Лянхе | Клімат повіту Лянхе | Клімат повіту Лянхе | Клімат повіту Лянхе |
| Показник                | Січ.                | Лют.                | Бер.                | Квіт.               | Трав.               | Черв.               | Лип.                | Серп.               | Вер.                | Жовт.               | Лист.               | Груд.               | Рік                 |
| Середній максимум, °C   | 20,5                | 22                  | 25,3                | 27,5                | 27,8                | 27,2                | 26,4                | 27,4                | 27,6                | 26,7                | 24                  | 21,2                | 25,3                |
| Середня температура, °C | 11,1                | 13,1                | 16,3                | 19,5                | 21,7                | 23,1                | 22,9                | 23,1                | 22,3                | 20,1                | 15,7                | 12,1                | 18,4                |
| Середній мінімум, °C    | 3,7                 | 5,8                 | 9                   | 13,1                | 17,2                | 20,5                | 20,8                | 20,7                | 19,5                | 16,1                | 10,1                | 5,6                 | 13,5                |
| Норма опадів, мм        | 16.2                | 28.9                | 31.4                | 61.1                | 165.2               | 262.4               | 264.3               | 228.6               | 166.3               | 133.3               | 44.2                | 13.6                | 1415.5              |
| Вологість повітря, %    | 76                  | 72                  | 69                  | 72                  | 78                  | 85                  | 88                  | 87                  | 86                  | 84                  | 81                  | 80                  | 79.8                |
| ----------------------- | ------------------- | ------------------- | ------------------- | ------------------- | ------------------- | ------------------- | ------------------- | ------------------- | ------------------- | ------------------- | ------------------- | ------------------- | ------------------- |
| Джерело: data.cma.cn    |                     |                     |                     |                     |                     |                     |                     |                     |                     |                     |                     |                     |                     |